# Clase Yu1
La Clase Yu1 fue un tipo de submarino de transporte operativos en el Ejército Imperial Japonés durante la Segunda Guerra Mundial. Su cometido era reabastecer a las guarniciones japonesas destacadas en las islas del Pacífico.
Su diseño y objetivo era similar al de los submarinos Tipo SS de la Armada Imperial Japonesa, si bien con un tamaño ligeramente inferior, pudiendo transportar hasta 40 toneladas de carga. Entre 1943 y 1944 se construyeron 12 unidades, identificadas como Yu1 hasta Yu12. Los Yu10 y Yu12 sobrevivieron a la guerra y fueron desguazados en 1947.

## Características
- Desplazamiento: 273 toneladas en superficie, 370 toneladas sumergido
- Eslora: 39,5 metros en la línea de flotación, 40,9 metros máximo
- Manga: 3,9 m
- Calado: 2,95 m
- Propulsión: 1 hélice, motor diésel de 400 CV en superficie, motor eléctrico de 75 CV en inmersión
- Velocidad: 10 nudos en superficie, 5 nudos en inmersión
- Armamento: 1 cañón de 37 mm
- Dotación: 13